# Redvers
Redvers är en ort i Kanada.   Den ligger i provinsen Saskatchewan, i den sydöstra delen av landet, 2 000 km väster om huvudstaden Ottawa. Redvers ligger 589 meter över havet och antalet invånare är 975.
Terrängen runt Redvers är platt. Trakten runt Redvers är nära nog obefolkad, med mindre än två invånare per kvadratkilometer.. Det finns inga andra samhällen i närheten.
Trakten runt Redvers består till största delen av jordbruksmark.